# Llista de consorts reials de Portugal
La llista de consorts reials de Portugal inclou les reines consorts, com a esposes dels reis de Portugal, així com els reis consorts, els quals rebien també un ordinal i exerciren el poder iure uxoris, cas de Pere III o Ferran II.
| Nom                                   | Periode   | Monarca    | Dinastia               | Ref.  |
| ------------------------------------- | --------- | ---------- | ---------------------- | ----- |
| Teresa de Lleó                        | 1112-1130 | Enric      | Borgonya               |       |
| Mafalda de Savoia                     | 1146-1157 | Alfons I   | Borgonya               | [ 1 ] |
| Dolça de Barcelona                    | 1185-1198 | Sanç I     | Borgonya               | [ 1 ] |
| Urraca de Castella                    | 1211-1220 | Alfons II  | Borgonya               | [ 1 ] |
| Mencia López de Haro                  | 1239-1246 | Sanç II    | Borgonya               | [ 1 ] |
| Matilde II de Boulogne                | 1248-1253 | Alfons III | Borgonya               | [ 1 ] |
| Beatriu de Castella                   | 1253-1279 | Alfons III | Borgonya               | [ 1 ] |
| Elisabet d'Aragó                      | 1282-1325 | Dionís I   | Borgonya               | [ 1 ] |
| Beatriu de Castella                   | 1325-1357 | Alfons IV  | Borgonya               | [ 1 ] |
| Agnès de Castro                       | 1357      | Pere I     | Borgonya               | [ 1 ] |
| Elionor Telles de Menezes             | 1371-1383 | Ferran I   | Borgonya               | [ 1 ] |
| Felipa de Lancaster                   | 1387-1415 | Joan I     | Avís                   | [ 1 ] |
| Elionor d'Aragó                       | 1433-1438 | Eduard I   | Avís                   | [ 1 ] |
| Isabel de Coïmbra                     | 1447-1455 | Alfons V   | Avís                   | [ 1 ] |
| Joana de Castella                     | 1475-1481 | Alfons V   | Avís                   | [ 1 ] |
| Elionor de Viseu                      | 1481-1495 | Joan II    | Avís                   | [ 1 ] |
| Isabel d'Aragó                        | 1497-1498 | Manuel I   | Avís                   | [ 1 ] |
| Maria d'Aragó                         | 1500-1517 | Manuel I   | Avís                   | [ 1 ] |
| Elionor d'Àustria                     | 1518-1521 | Manuel I   | Avís                   | [ 1 ] |
| Caterina d'Àustria                    | 1525-1557 | Joan III   | Avís                   | [ 1 ] |
| Anna d'Àustria                        | 1580      | Felip I    | Habsburg               | [ 1 ] |
| Margarida d'Àustria                   | 1599-1621 | Felip II   | Habsburg               | [ 1 ] |
| Isabel de França                      | 1621-1640 | Felip III  | Habsburg               | [ 1 ] |
| Lluïsa de Guzmán                      | 1640-1656 | Joan IV    | Bragança               | [ 1 ] |
| Maria Francesca de Savoia             | 1666-1668 | Alfons VI  | Bragança               | [ 1 ] |
| Maria Francesca de Savoia             | 1683      | Pere II    | Bragança               | [ 1 ] |
| Maria Sofia del Palatinat-Neuburg     | 1687-1699 | Pere II    | Bragança               | [ 1 ] |
| Maria Anna d'Àustria                  | 1708-1750 | Joan V     | Bragança               | [ 1 ] |
| Maria Anna Victòria de Borbó          | 1750-1777 | Josep I    | Bragança               | [ 1 ] |
| Pere III de Portugal                  | 1777-1816 | Maria I    | Bragança               | [ 1 ] |
| Carlota Joaquima de Borbó             | 1816-1826 | Joan VI    | Bragança               | [ 1 ] |
| Maria Leopoldina d'Àustria            | 1826      | Pere IV    | Bragança               | [ 1 ] |
| Ferran II de Portugal                 | 1826-1853 | Maria II   | Bragança               | [ 1 ] |
| Estefania de Hohenzollern-Sigmaringen | 1858-1859 | Pere V     | Saxònia-Coburg i Gotha | [ 1 ] |
| Maria Pia de Savoia                   | 1861-1889 | Lluís I    | Saxònia-Coburg i Gotha | [ 1 ] |
| Amèlia d'Orleans                      | 1889-1908 | Carles I   | Saxònia-Coburg i Gotha | [ 2 ] |